# ديريك هولواي
ديريك هولواي (بالإنجليزية: Derek Holloway)‏ هو لاعب كرة قدم أمريكية ولاعب كرة قدم كندية أمريكي، ولد في 17 يناير 1961 في Riverside Township, New Jersey ‏ في الولايات المتحدة.

## وصلات خارجية
- ديريك هولواي على موقع مرجع كرة القدم المحترفة.كوم (الإنجليزية)